# Vinton (Louisiana)
Vinton város az Amerikai Egyesült Államok Louisiana államában, Calcasieu megyében. Lakosainak száma 3400 fő (2020. április 1.).

## Népesség
A település népességének változása:

| 2010 | 3 212 |
| 2020 | 3 400 |